# Дзвінкий твердопіднебінний боковий апроксимант
Твердопіднебінний (середньопіднебінний, палатальний) боковий апроксимант — тип приголосного звука, що існує в деяких людських мовах. Символ Міжнародного фонетичного алфавіту для цього звука — ʎ, а відповідний символ X-SAMPA — L.

## Властивості
Властивості твердопіднебінного бокового апроксиманта:
- Тип фонації — дзвінка, тобто голосові зв’язки вібрують від час вимови.
- Спосіб творення — апроксимант, тобто один артикулятор наближається до другого, утворюючи щілину, але недосить вузьку для турбулентності.
- Місце творення — твердопіднебінне, тобто він артикулюється середньою, або задньою спинкою язика на твердому піднебінні.
- Це ротовий приголосний, тобто повітря виходить крізь рот.
- Це боковий приголосний, тобто повітря проходить по боках язика, а не по центру.
- Механізм передачі повітря — егресивний легеневий, тобто під час артикуляції повітря виштовхується крізь голосовий тракт з легенів, а не з гортані, чи з рота.